# Misi

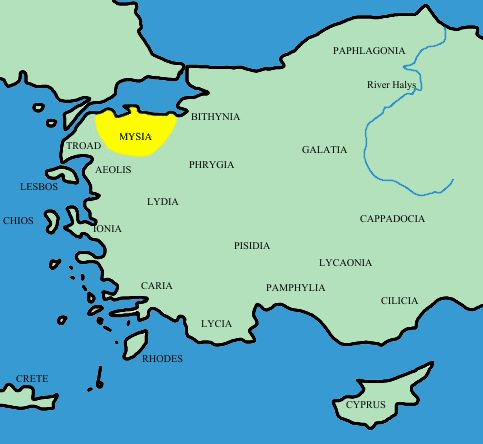
Ubicazione della Misia, all'estremità nordoccidentale dell'Anatolia

Per Misii si intende un popolo indoeuropeo originario dell'Asia Minore, affine ai Daci, stanziato all'estremità nordoccidentale dell'Anatolia nel I millennio a.C., presso la sponda meridionale del Mar di Marmara. L'affinità con i Daci è soprattutto di tipo linguistico; dal punto di vista storico, i Misi appaiono sempre come sottomessi ad altri popoli, in particolare sono stati influenzati culturalmente e linguisticamente dai Greci. La continuità linguistica con i Daci è stata rilevata dai linguisti bulgari Vladimir Ivanov Georgiev e Ivan Duridanov. Secondo Strabone i Misii della Tracia furono confusi con i Geti. Per questo motivo, alcuni commentatori nel riferirsi a loro usano il termine di sacerdoti Daci.
Omero menziona i Misi come alleati dei Troiani, guidati da Cromio e dall'indovino Ennomo; sul finire della guerra giunse a Troia anche il giovane Euripilo, figlio del re Telefo. Secondo alcune fonti Telefo ebbe Euripilo dalla seconda moglie Astioche, sorella di Priamo; suoi figli di primo letto furono invece Tarconte e Tirreno, che emigrarono in Italia prima dei fatti di Troia; essi sono considerati i progenitori degli Etruschi. A Telefo succedette il nipote Grino, figlio di Euripilo, che era caduto in guerra.
L'imperatore romano Giuliano nella sua satira Misobarba (IV sec. d.C.) afferma che i Misi, presso i quali dice di avere le sue origini, son fra i Traci e i Peoni, sulle sponde del Danubio.
Il termine Kapnobatai o capnobatae ( in greco antico: καπνοβάται?; in latino capnobatae ) "coloro che camminano sul/nel fumo/nelle nuvole" era uno degli appellativi dati ai Misi della Tracia (regione geografica e storica nell'Europa sud-orientale, ora divisa tra Bulgaria, Grecia e Turchia, che è delimitata dai Monti Balcani a nord, dal Mar Egeo a sud e dal Mar Nero a est). Essi praticavano una restrizione alimentare che prevedeva l'astenzione dal consumo di esseri viventi, nutrendosi quindi di latte e miele. La descrizione è data da Strabone che attribuisce l'informazione a Posidonio.

## Lingua
Scarsamente attestata, la lingua misia costituiva con il più noto daco il gruppo daco-misio, a lungo ritenuto affine al trace ma in realtà da esso indipendente.